# بوندلوم
بوندلوم (به آلمانی: Bondelum) یک شهر در آلمان است که در نوردفرایسلند واقع شده‌است. بوندلوم ۲۰۵ نفر جمعیت دارد.